# Riboque Santana
Riboque Santana és una localitat de São Tomé i Príncipe, una divisió a l'est de Santana. Es troba al districte de Cantagalo, a l'est de l'illa de São Tomé. La seva població és de 1.641 (2008 est.). No s'ha de confondre amb la localitat de Riboque situada al centre-sud-oest de São Tomé, al districte d'Água Grande.

## Evolució de la població
| 2001  | 2008  |
| 1.440 | 1.641 |